# مارتن، بلغارستان
مارتن شهری در روسه کشور بلغارستان است که جمعیت آن در سال ۲۰۰۱ میلادی ۳٬۷۵۹ نفر بوده‌است.